# Emanuele Brenna
Emanuele Francesco Brenna (Rionero in Vulture, 3 ottobre 1918 – Port-Saint-Louis-du-Rhône, 9 marzo 1943) è stato un marinaio italiano, fu sergente nocchiere della regia marina Italiana.
Autorizzato a fregiarsi della medaglia commemorativa della spedizione in Albania, della medaglia di bronzo della scuola del corpo reale equipaggi marittimi (CREM) e con l'encomio solenne per meriti di guerra.

## Biografia
Nacque a Rionero in Vulture (Provincia di Potenza) il 1918 da Giovanni Brenna e Annamaria Saldicco. Descritto come un ragazzo profondamente Patriota, non vede l'ora, sin da giovanissimo, di arruolarsi nelle file della Marina. Nel 1936 consegue il diploma presso l'istituto tecnico di Melfi e il 10 ottobre 1937 parte come volontario nella regia marina militare. Frequenta il corso CREM di Taranto in qualità di Allievo Segnalatore. Nel marzo del 1942 Frequenta il corso integrativo nocchieri di porto e si attesta Quinto Su Novanta esaminanti con il voto di 18.55 ventesimi. nel marzo del 1941 Emanuele Brenna combatte la battaglia di capo Matapan, infatti egli si trova sull'incrociatore Zara, viene poi in seguito all'affondamento di quest'ultima nel 1941, fatto prigioniero dai Greci, ed è proprio su questa nave che, Il sergente brenna ottiene l'encomio solenne. Ritrovatosi infatti sotto intenso fuoco nemico, esegue fino all'ultimo momento tutti gli ordini, venendo infine catturato dalle unità nemiche. Ritornato in patria, viene inviato a bordo del Piroscafo Tabarna. Nella notte del 30 novembre e del 1º dicembre, il piroscafo affonda a seguito della deflagrazione di una mina. Emanuele Brenna si ritrova così immerso in acque gelide, ancora vivo, tenta disperatamente di salvare se stesso e i compagni che lo circondano, fallendo nell'intento muore di Ipotermia. Viene segnato come disperso, il suo cadavere viene poi trascinato dalle acque verso la costa azzurra, dove poi, la Guardia costiera francese ne ritrova le spoglie a Port-Saint-Louis-Du-Rhone, il 9 Marzo 1943, come dichiarato nell'attestato di morte del Comune, Aveva 24 anni. A Oggi, 2024, Il Sergente Brenna riposa lontano dalla patria e dai suoi cari nel sacrario militare di Saint Mandrier. Emanuele Brenna è inoltre incluso nell'albo d'oro della marina Militare.

## Onorificenze
- Encomio Solenne - "Imbarcato su Incroc. Dimostrava, durante un violento scontro Navale, serenità, fermezza, prodigandosi sotto l'intenso fuoco nemico nella attuazione dei compiti affidatogli" - Incrociatore Zara 12-13/10/1941
- Medaglia Spedizione in Albania